# Ecseg
Ecseg est un village et une commune du comitat de Nógrád en Hongrie.